# Gesteinstaub
Als Gesteinstaub (auch Gesteinsstaub) bezeichnet man im Bergbau zu Staub zerkleinerte Mineralien aus Kalkstein, Dolomit oder Tonschiefer. Der Gesteinstaub wird zur Bekämpfung von Grubenbränden, beim Bau von Gesteinstaubsperren und zur Gesteinstaubstreuung verwendet. Der Gesteinstaub muss bestimmte Prüfbestimmungen der Bergbehörde erfüllen.

## Anforderungen an den Gesteinstaub
Damit der Gesteinstaub überhaupt wirken kann, muss er sehr fein gemahlen sein. Als Gesteinstaub gilt im Sinne der Bergverordnungen nur Staub mit einer bestimmten Feinheit. Der Staub muss so fein sein, dass er durch ein Drahtgewebe mit 144 Maschen je Quadratzentimeter hindurchgeht. Die Hälfte des Staubes muss noch feiner sein, sodass sie durch ein Gewebe Nr. 200 mit 5840 Maschen je Quadratzentimeter hindurchgeht. Des Weiteren darf der Staub maximal drei Gewichtsprozent an brennbaren Bestandteilen enthalten. Damit der Gesteinstaub dauerhaft flugfähig bleibt, darf er kein Wasser aus den Wettern aufnehmen oder zusammenbacken. Außerdem muss der Gesteinstaub so beschaffen sein, dass er unschädlich für die Gesundheit der Bergleute ist. Aus diesem Grund darf Gesteinstaub bei einer Korngröße kleiner 20 Mikrometer 10 Gewichtsprozent und bei einer Korngröße kleiner fünf Mikrometer fünf Gewichtsprozent Kieselsäure enthalten.

## Wirkungsweise
Der Gesteinstaub kann die Entzündlichkeit von Kohlenstaub herabsetzen. Dies liegt daran, dass Gesteinstaub die Eigenschaft hat, große Mengen an Wärme zu absorbieren. Wird der Gesteinstaub in eine Flamme eingebracht, so werden die Gesteinstaubpartikel stark erhitzt. Dies hat zur Folge, dass der Flamme die Hitze entzogen wird. Dadurch werden bei einer Explosion der heiße Kohlenstaub und die Explosionsflamme unter die Entzündungstemperatur abgekühlt. Dies hat zur Folge, dass die Flammen gelöscht werden. Die Wirkung des Gesteinstaubes ist umso kräftiger, je dichter die löschende Staubwolke ist. Enthält der Gesteinstaub mehr größere Bestandteile, so kann er seine Wirkung nicht voll entfalten.